# Marcelle (musical)

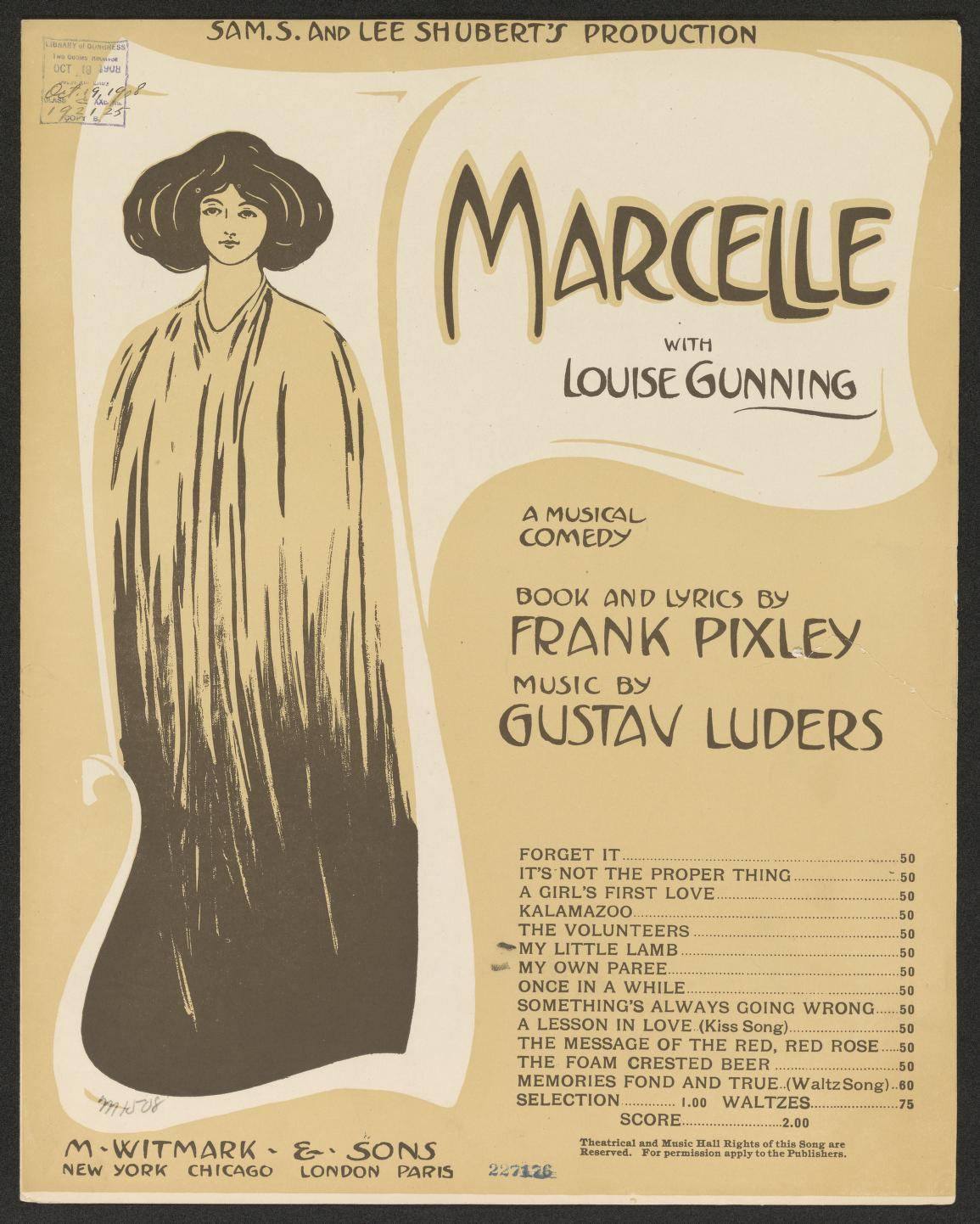
Portada de la partitura de Marcelle. Publicado por M. Witmark & Sons en 1908.

Marcelle es un musical en dos actos con música de Gustav Luders y libro y letra de Frank Pixley. Si bien sus creadores lo consideraron un musical, en realidad era más bien una opereta. Fue creado como vehículo protagónico para Louise Gunning, quien interpretó el papel principal en la producción original de Broadway. El papel de la camarera parisina Marcelle requirió que Gunning se hiciera pasar por el hermano de su personaje, un joven soldado; haciendo de la parte un papel con calzones parcial.

## Argumento

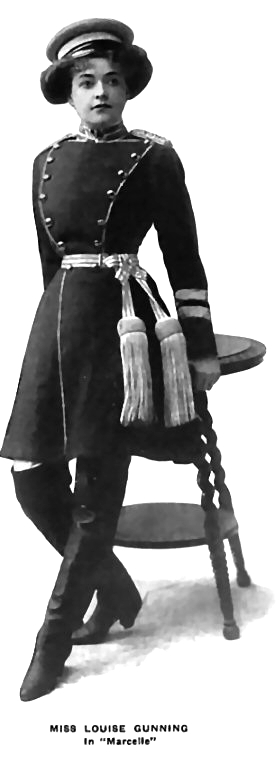
Louise Gunning como Marcelle.

Ambientado en el castillo Berghof en Alemania, cerca de la frontera francesa, la trama del musical se centra en el barón von Berghof, quien perderá su castillo si no puede engendrar un heredero varón para el ejecutor de su patrimonio, el abogado Klug. Si no presenta pruebas de que tiene un hijo, le quitarán su casa y la entregarán a su sobrino, el teniente Karl von Berghof.
Sin hijos y temeroso de ser desalojado, el barón von Berghof envía a su tonto sirviente Dumm a buscar un actor para que se haga pasar por su hijo perdido hace mucho tiempo. En lugar de encontrar un chico adecuado para hacerse pasar por el hijo del barón, Dumm regresa con la actriz francesa Marcelle en el momento en que se supone que debe presentar a su hijo a Klug. Marcelle logra salvar al barón convenciendo a Klug de que ella es la hija de Berghof y la hermana del hijo perdido del barón Berghof, un soldado, que llegará más tarde.
Marcelle se disfraza del hijo y se ve obligada a mantener la farsa de ser a la vez hija e hijo del barón. Se produce una comedia de errores cuando Marcelle y el barón intentan ir un paso por delante de Klug. Las cosas se vuelven más complicadas para Marcelle cuando el teniente Karl se enamora de ella como hija del barón mientras tiene una rivalidad con ella como hijo del barón. Al final, se revela la verdadera identidad de Marcelle. La historia termina felizmente cuando Marcelle se casa con Karl von Berghof después de que él acepta dejar que el barón continúe viviendo en su casa por el resto de su vida.

## Historial de actuaciones
Marcelle fue producida por los hermanos Lee y Sam S. Shubert y dirigida por Frank Smithson. Fue coreografiado por Dave Bennett y utilizó vestuario diseñado por Melville Ellis. El elenco incluía a Louise Gunning como Marcelle, Jess Dandy como el barón von Berghof, Nettie Black como la baronesa von Berghof, Frank Rushworth como el teniente Karl von Berghof, Henry Norman como Dumm, Herbert Cawthorne como Herr Schwindle, Lawrence Wheat como Bud Wilson y George C. Boniface Jr. como el abogado Klug.
Marcelle se estrenó en Broadway en el Casino Theatre el 1 de octubre de 1908. Tuvo un total de 68 funciones y cerró el 28 de noviembre de 1908. La reseña del estreno de The New York Times criticó el libro de Pixley afirmando que «no se distinguía por ninguna originalidad brillante». Sin embargo, esa reseña elogió mucho la partitura de Gustav Luders y el canto de Louise Gunning. Sobre la actuación de Gunning, el crítico escribió «con una hermosa nota de pájaro, despertó en la sala un entusiasmo tremendo y tuvo que repetir bis tras bis».
La canción más exitosa del programa fue «The Message of the Red, Red Rose», que era muy similar a una melodía anterior, «The Message of the Violet», del musical de 1903 de Luders y Pixley, The Prince of Pilsen. Otro punto culminante musical de la producción fue la canción «My Little Lamb», cuya interpretación de Lawrence Wheat como cantante y bailarín fue ampliamente elogiada por la prensa.
Varios historiadores del teatro, incluidos Dan Dietz y Gerald Bordman, han señalado un punto culminante cómico de la producción como una escena en el Acto 2 en la que el barón y el abogado Klug intentan burlar al otro intentando emborracharlo de forma encubierta sin sus conocimientos. Cada uno de ellos introduce alcohol por separado en la misma ponchera supuestamente sin alcohol en un intento de emborrachar al otro, y ambos logran deshacerse encubiertamente de su propia bebida sin que el otro lo observe en una divertida escena de comedia física y psicológica en la que Ambos hombres están sorprendidos por la tolerancia del otro al alcohol.